# Hold!
Hold! – debiutancki album olsztyńskiej grupy The Lollipops. Wydany został 21 marca 2011 roku nakładem Agencji Fonograficznej Polskiego Radia. Na płycie znalazło się 13 utworów, w tym jeden ukryty. Pierwszym singlem z albumu był utwór 'Girls' Night Out'. W tygodniu pomiędzy 28 marca a 3 kwietnia album był płytą tygodnia w Trójce.

## Lista utworów
1. You Forgot My Name
2. Jack Horror Show
3. Hello, Farewell
4. Seaside Neon Love
5. Let's Go Baby
6. Girls' Night Out
7. Long Way Home
8. Tonight
9. Young Boy
10. Trash-Bottles-Guns
11. Candy Cigarette
12. Good Girl (Hold! Version)